# Joan Costa Solà-Segalés
Joan Costa Solà-Segalés, más conocido como Joan Costa (26 de noviembre de 1926, Badalona, España - 24 de noviembre de 2022, Badalona, Barcelona España) fue un comunicólogo, diseñador, investigador y metodólogo español que ha incursionado en el terreno de la utilidad pública del diseño y desarrolló áreas de estudio como la señalética, la esquemática y la cientigrafía.

## Reseña biográfica
Joan Costa fue contemporáneo de la Guerra Civil Española, lo que en sus propias palabras lo llevaría a ser un «autodidacta por necesidad y un emprendedor por fuerza». Fue autor de más de dos docenas de libros y de centenares de artículos sobre imagen, diseño y comunicación, publicados en diferentes países de Europa y América.
Fue uno de los fundadores europeos de la «ciencia de la comunicación visual», en cuyos orígenes se encuentra su libro pionero La imagen (1971). Ha aportado diversas innovaciones conceptuales y metodológicas al campo de las comunicaciones integradas y, en su desarrollo actual, a la figura de la dirección de comunicación empresarial e institucional (DirCom). Su trabajo se ha desarrollado en los campos de la comunicación visual y audiovisual y la comunicación social aplicada a las organizaciones. Su trabajo ha contribuido al fomento de actitudes transdisciplinarias para la integración de la acción y la comunicación.
En la década de los setenta se desempeñaba como grafista cuando comenzó con su faceta de investigador con lo que escribió en 1971 su primer libro, La imagen y el impacto psicovisual. En 1972 asistió a un congreso de comunicación en la ciudad de Niza en donde conoció a uno de los padres modernos de la ciencia de la comunicación, Abraham Moles, con quien trabó una gran amistad. Su libro le granjeó una invitación del presidente del Banco Nacional de México para formar parte de la transformación total del banco a partir del boom del financial marketing originado en Estados Unidos.[cita requerida] Joan Costa se embarcó en un proyecto para desarrollar e integrar las comunicaciones externas e internas de la empresa, consolidando una nueva dimensión sistémica para la imagen de la misma, lo que le llevaría en 1977 a publicar su libro: La imagen de empresa. Métodos de comunicación integral.

En 1994 comienza la impartición en España y posteriormente en otros países europeos, de la maestría en Dirección de Comunicación (DirCom), haciéndose cargo de tal programa en la universidad Autónoma de Barcelona donde después colaboraría solo como profesor.
En 1998 es publicado su manifiesto por el diseño del siglo XXI en el n° 4 de la revista mexicana DX y en el 2000 fue presentado en la “Cátedra Joan Costa” de la Universidad Iberoamericana Puebla. En España es presentado en 2001 en la escuela de Arte de Oviedo en las “Jornadas de Diseño Gráfico Motiva 2001”.

## Paradigma DirCom
Joan Costa planteó que un nuevo mapa del mundo de la comunicación se está configurando el cual se expande y diversifica debido a la revolución tecnológica por un lado y a la sociedad que se está transformando de estar sometida y pasiva a ser una que actúa y participa en una democracia. Como parte de tal reconfiguración, se encuentra el surgimiento de las organizaciones sociales que se anteponen a su contraparte, las empresas y los negocios. Durante los últimos años del siglo XX su modelo DirCom logró consolidarse en el mundo empresarial, el DirCom (Director de Comunicación) es hoy una figura consolidada en las organizaciones, la mayoría de las grandes y medianas empresas cuenta con un DirCom o con un Departamento de Comunicación.